# Scotiabank Arena
Scotiabank Arena – kompleks sportowo-widowiskowy w Toronto (Ontario, Kanada), powstały na terenie składu pocztowego (przy 40 Bay St.). 
Fasadę budynku zachowano i włączono w nowoczesną bryłę kryjącą salę na 19 800 widzów, gdzie regularnie rozgrywają się mecze NHL (Toronto Maple Leafs), NBA (Toronto Raptors) i NLL (Toronto Rock). Zmiana parkietu na taflę następuje w ciągu 4-6 godzin. 
Obiekt może służyć także jako sala koncertowa Sears Theatre na 5200 osób. Ogólnodostępna Galleria to pasaż, gdzie oprócz restauracji znajdują się pamiątki po budynku poczty. Obiekt można zwiedzać z Air Canada Centre Tours. Jest tu także mikrobrowar, którego mistrzem piwowarskim jest kobieta.
Od Harbourfront obiekt oddziela estakada drogi szybkiego ruchu Gardiner Expressway, która w ramach rewitalizacji terenów przybrzeżnych (Waterfront) ma zostać zburzona i częściowo poprowadzona tunelami. Z drugiej strony torów znajduje się Union Station, a system PATH łączy podziemnymi przejściami większość Financial District.